# 툴리오 레비치비타
툴리오 레비치비타(이탈리아어: Tullio Levi-Civita [ˈtullio ˈleːvi ˈtʃivita], 1873년 3월 29일 ~ 1941년 12월 29일)는 이탈리아의 수학자이다. 미분기하학과 일반 상대성 이론에 공헌하였다.

## 생애

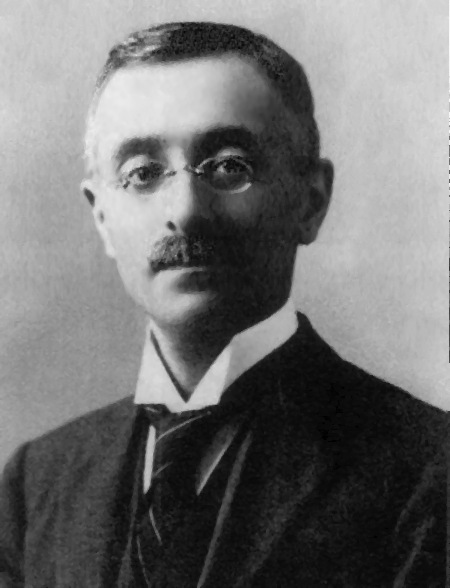
레비치비타 (1900년 경 사진)

1873년 3월 29일 파도바의 유대인 가정에서 태어났다. 아버지 자코모 레비치비타(이탈리아어: Giacomo Levi-Civita)는 변호사이자 정치인이었다.
파도바 대학교에 입학하여, 1892년에 수학 학위를 수여받고 졸업하였다. 1898년에 파도바 대학교 고전 역학 교수가 되었다. 1900년에 레비치비타와 그레고리오 리치쿠르바스트로는 미분기하학의 초석이 되는 텐서 미적분학에 대한 논문을 출판하였다.
1914년에 자신의 제자이자 17세 연하인 리베라 트레비사니(이탈리아어: Libera Trevisani, 1890~1973)와 결혼하였다.
1915년~1917년 동안 레비치비타는 알베르트 아인슈타인과 서신을 주고받았으며, 이는 일반 상대성 이론의 개발에 영향을 끼쳤다. (혹자가 아인슈타인에게 “이탈리아에서 어떤 것들을 좋아하십니까?”라고 물었더니, 아인슈타인은 “스파게티와 레비치비타를 좋아합니다.”라고 답했다고 한다.)
1918년에 로마 대학교로 이전하였다. 1923년~1935년 동안 6권의 책을 집필하였다.
1938년에 이탈리아 왕국의 파시즘 정권은 인종 차별 법을 통해, 유대인 출신의 모든 인물들을 교수직에서 강제로 해임하였다. 일자리와 모든 인맥을 상실한 레비치비타는 1941년 12월 29일에 로마에서 쓸쓸히 사망하였다. 레비치비타가 집필하던, 일반 상대성 이론에 대한 원고는 전후 1950년에 출판되었다.

## 저서
- Levi-Civita, Tullio; Amaldi, Ugo (1923). 《Lezioni di meccanica razionale》 (이탈리아어). 볼로냐: N. Zanichelli.
- Levi-Civita, Tullio (1924). 《Questioni di meccanica classica e relativistica》 (이탈리아어). 볼로냐: N. Zanichelli.
- Levi-Civita, Tullio (1925). 《Lezioni di calcolo differenziale assoluto》 (이탈리아어). 로마: Alberto Stock Editore.
- Levi-Civita, Tullio; Persico, Enrico (1928). 《Fondamenti di meccanica relativistica》 (이탈리아어). 볼로냐: N. Zanichelli.
- Levi-Civita, Tullio (1931). 《Caratteristiche e propagazione ondosa》 (이탈리아어). 볼로냐: N. Zanichelli.
- Levi-Civita, Tullio; Amaldi, Ugo (1935). 《Nozioni di balistica esterna》 (이탈리아어). 볼로냐: N. Zanichelli.
- Levi-Civita, Tullio (1950). 《Le Problème des n corps en relativité générale》. Mémorial des sciences mathématiques (프랑스어). 파리: Gauthier-Villars. ISSN 0025-9187.

## 같이 보기
- 레비치비타 접속
- 레비치비타 기호

## 참고 문헌
1. ↑  “Tullio Levi-Civita”. 《Obituary Notices of Fellows of the Royal Society》 4 (11): 151–165. 1942년 11월 1일. doi:10.1098/rsbm.1942.0013.
2. ↑  Ricci, Gregorio; Tullio Levi-Civita (1900년 3월). “Méthodes de calcul différentiel absolu et leurs applications”. 《Mathematische Annalen》 (프랑스어) 54 (1–2): 125–201. doi:10.1007/BF01454201.
3. ↑  Loinger, Angelo (2007). “Einstein, Levi-Civita, and Bianchi relations” (영어). arXiv:physics/0702244. Bibcode:2007physics...2244L.
4. ↑  Jackson, Allyn (1996). 〈Celebrating the 100th Annual Meeting of the AMS〉.   Case, Bettye Anne. 《A Century of Mathematical Meetings》 (영어). American Mathematical Society. 10–18쪽. ISBN 0-8218-0465-0.